# Orthonevra montana
Orthonevra montana är en tvåvingeart som beskrevs av Ante Vujic 1999. Orthonevra montana ingår i släktet glansblomflugor, och familjen blomflugor. Inga underarter finns listade i Catalogue of Life.